# Marie Louise Marguerite Belèze
Marie Louise Marguerite Belèze, auch als Marguerite Belèze bekannt (geboren 28. Oktober 1850 in Paris; gestorben 11. November 1913 in Montfort-l’Amaury), war eine französische Botanikerin, Taxonomin, Forscherin und Aquarellistin. Ihre Arbeiten, ihre Veröffentlichungen über die Flora sowie ihre Aquarelle wurden mit mehreren Preisen ausgezeichnet. Drei von ihr entdeckte Arten sind nach ihr benannt. Ihr offizielles botanisches Autorenkürzel lautet „Belèze “.

## Herkunft und Ausbildung

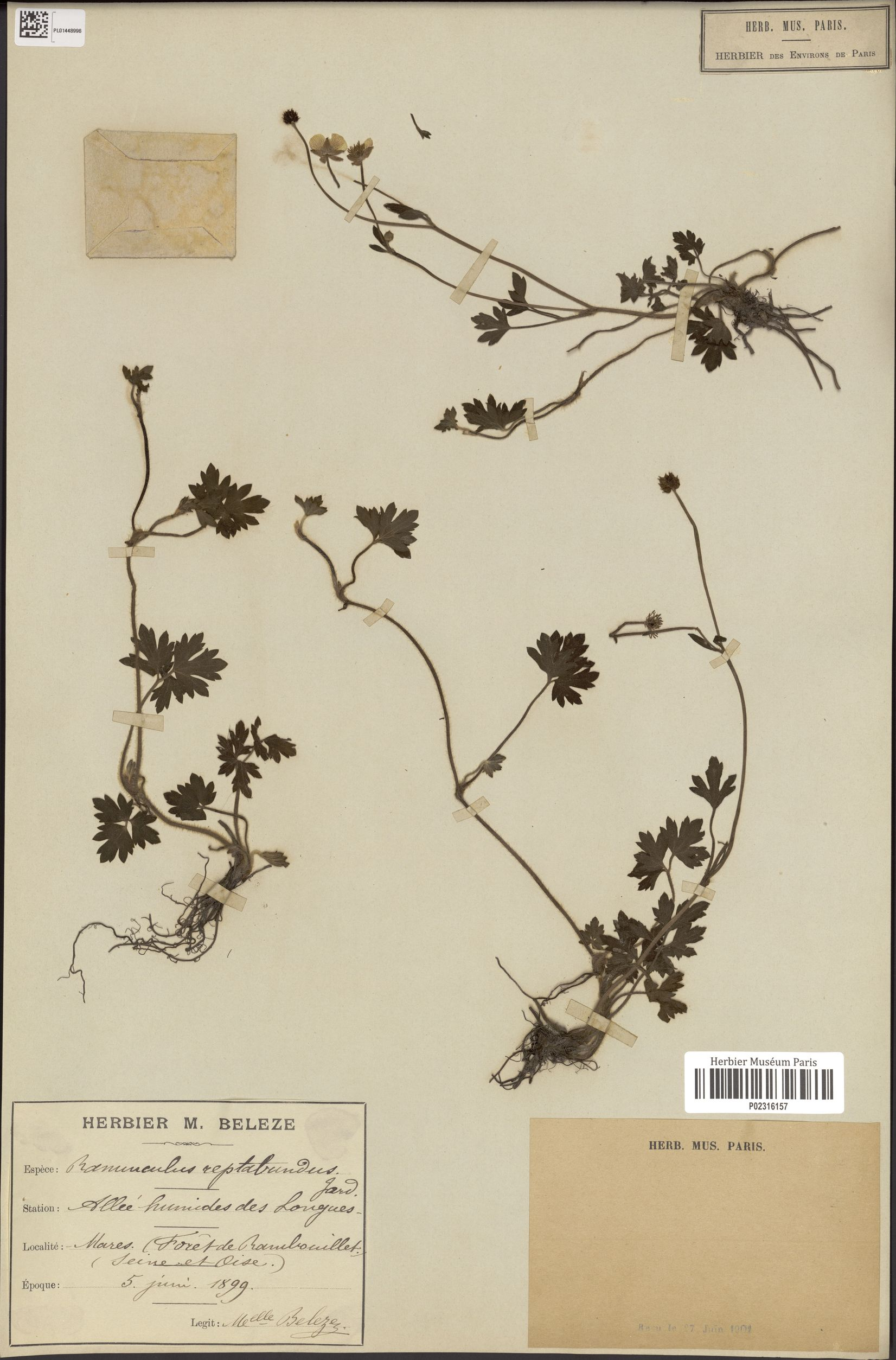
Ranunculus repens (herbier de Marguerite Belèze, Muséum d'histoire naturelle) (5. Juni 1899)

Marguerite Belèze war die Tochter von Guillaume Louis Gustave Belèze (1802–1878) und Louise Henriette Hélène Morin (1825–1889). Marguerite studierte unter der Leitung ihres Vaters Guillaume Belèze, der Leiter der Institution Morin (Paris) und Pädagoge war und die Tochter des Gründers dieser Institution geheiratet hatte. Außerdem erhielt sie Botanikunterricht von Eugène Fournier und Gaspard Adolphe Chatin.
Sie legte umfangreiche botanische Sammlungen für Kongresse, Ausstellungen oder auch das Naturkundemuseum in Paris zusammen und ist bekannt für ihre Arbeiten über die kryptogame Flora der Umgebung von Paris. So schickte sie beispielsweise 1898 fast fünfzig Pilze aus dem Wald von Rambouillet für die Ausstellung der Société mycologique de France (deutsch Mykologische Gesellschaft von Frankreich). Belèze war Mitglied der Société botanique de France, der Association française de botanique, der Société mycologique de France oder auch der Société archéologique de Rambouillet und veröffentlichte regelmäßig in deren wissenschaftlichen Zeitschriften.
Ihre Aquarelle von Pilzen aus der Umgebung von Paris wurden auf der Weltausstellung 1900 ausgestellt. Auf dem Kongress der Gelehrtengesellschaften im Jahr 1902 wurde sie als Mitglied der Sektion Physik und Luftfahrt unter dem Vorsitz von Éleuthère Mascart erwähnt. Ihre gesamte Arbeit wurde mehrfach von der Académie des sciences ausgezeichnet (Preis in Botanik 1908, ehrenvolle Erwähnung 1909). Einige ihrer Pflanzensammlungen befinden sich heute im Herbarium der Universität Straßburg.

## Ehrungen und Auszeichnungen
Dedikationsnamen
Drei Arten, die sie entdeckt hat, wurden nach ihr benannt:
- Drosera beleziana G.Cam[9]
- Erica belezia
- Carex belezia

Auszeichnungen
- 1900: Ordre des Palmes Académiques
- Internationale Wissenschaftsmedaille[2]
- 1908: Preisträgerin der Académie des sciences in Botanik

## Publikationen
- 1895: Cirsium auriculatum E.G.Camus ex Beleze in Bull. Soc. Bot. France 42: 503
- 1898: Liste des plantes rares ou intéressantes, phanérogames, cryptogames vasculaires et characées, des environs de Montfort-l'Amaury et de la forêt de Rambouillet, Seine-et-Oise, Bull. of the Société botanique de France, 42. OCLC 18121919
- 1900: Liste des mousses et des hepatiques de la foret de Rambouileyy et des environs de Montfort-l’Amaury (Seine-et-Oise), Ass. France. C.R. (pt.2) 621-26.
- 1904: Conseils aux amateurs pour faire une collection de papillons, Vol. 16 (illustriert mit 27 Abbildungen).
- 1906: La Morelle noire : étude de botanique pratique. Comptes-rendus du Congrès des sociétés savantes de Paris et des départements.
- 1907: Un bouquet de Ronces Montfortoises et Rambolitaines. Compte rendu du Congrès des Sociétés savantes de Paris et des départements.
- 1909: Rubus observés en 1907 dans la Forêt de Rambouillet (Seine-et-Oise), et aux environs de Montfort-l'Amaury (Seine-et-Oise). Association française pour l'avancement des sciences. 38. Comptes-rendus de la 38e session. Lille 1909
- 1911: Rubus observés, en 1908–1910, aux environs de Montfort-l'Amaury et dans la Forêt de Rambouillet (Seine-et-Oise). Association française pour l'avancement des sciences. 40. Comptes-rendus de la 40e session. Dijon 1911